# Lisa Nordén
Pour les articles homonymes, voir Norden (homonymie).
Lisa Nordén née le 24 novembre 1984 à Kristianstad en Suède est une triathlète professionnelle, médaillée olympique et championne du monde de triathlon. Elle pratique également le cyclisme sur route.

## Biographie
Lisa Nordén  remporte la première édition des Championnats du monde de triathlon sur distance S (sprint) en 2010. En 2012, elle remporte le titre sur distance M, en prenant la première place du classement général des séries mondiales de triathlon.
Elle participe aux Jeux olympiques d'été de 2008 ou elle prend la 18e place. Qualifiée pour les Jeux olympiques d'été de 2012, elle termine la compétition dans un sprint final pour le titre, avec la Suissesse Nicola Spirig. Les triathlètes sont départagées à l'issue de l'analyse de la photo finale, qui accorde la victoire à la Suissesse. Le comité olympique suédois fait appel de cette décision devant le tribunal arbitral du sport, estimant que Lisa Nordèn est vainqueur exæquo de l'épreuve, la photo d'arrivée ne démontrant pas nettement la victoire de Nicola Spirig.
En 2013, elle fait ses débuts sur longue distance et remporte un premier succès sur l'Ironman 70.3 de Syracuse. Mais des problèmes physiques ne l'incitent pas à continuer sur longues distances. Elle reprend le circuit courte distance de la fédération internationale, mais peine en 2014 à retrouver un niveau suffisant pour rivaliser avec les meilleurs. En 2015, elle prend la seconde place lors de l'épreuve de triathlon aux premiers Jeux européens et continue un lent retour vers le plus haut niveau.
Elle se qualifie pour la troisième fois aux Jeux olympiques d'été de 2016, terminant 16e le 20 août à Rio de Janeiro. En octobre 2018, elle est élue au Comité des athlètes de l'ITU pour un mandat de deux ans.
Nordén participe régulièrement aux championnats de Suède de cyclisme sur route. De 2017 à 2020, elle représente la Suède lors de plusieurs championnats du monde et d'Europe sur route. Elle est quintuple championne de Suède du contre-la-montre entre 2017 et 2024. En 2019, elle gagne également le titre sur la course en ligne.

## Palmarès en triathlon
Le tableau présente les résultats les plus significatifs (podium) obtenus sur le circuit international de triathlon depuis 2008,.
| Année | Compétition                                | Pays             | Position      | Temps           |
| ----- | ------------------------------------------ | ---------------- | ------------- | --------------- |
| 2019  | Ironman 70.3 Jönköping                     | Suède            | Médaille d'or | 4 h 18 min 17 s |
| 2015  | Coupe d'Europe - l'étape d'Istanbul        | Turquie          | Médaille d'or | 1 h 0 min 35 s  |
| 2013  | Ironman 70.3 Syracuse                      | États-Unis       |               | 4 h 24 min 37 s |
| 2012  | Jeux olympiques - Londres                  | Royaume-Uni      |               | 1 h 59 min 48 s |
| 2012  | Championnat du monde - Classement Général  |                  |               |                 |
| 2012  | WTS Yokohama                               | Japon            |               | 1 h 59 min 7 s  |
| 2012  | Championnat du monde - WTS Stockholm       | Suède            |               | 1 h 0 min 36 s  |
| 2010  | Championnat du monde sprint - WTS Lausanne | Suisse           |               | 0 h 58 min 2 s  |
| 2010  | Championnat du monde - Classement Général  |                  |               |                 |
| 2010  | WTS Hambourg                               | Allemagne        |               | 1 h 53 min 53 s |
| 2010  | Championnat d'Europe                       | Irlande          |               | 1 h 58 min 20 s |
| 2009  | Championnat du monde - Classement Général  |                  |               |                 |
| 2009  | WTS Yokohama                               | Japon            |               | 1 h 55 min 55 s |
| 2008  | Championnat d'Europe                       | Portugal         |               | 2 h 6 min 43 s  |
| 2008  | Coupe du monde - l'étape de New Plymouth   | Nouvelle-Zélande |               | 2 h 1 min 7 s   |
| 2008  | Coupe du monde - l'étape de Mooloolaba     | Australie        |               | 2 h 2 min 7 s   |
| 2008  | Coupe du monde - l'étape de Lorient        | France           |               | 2 h 2 min 5 s   |

## Palmarès sur route
- 2004
  -  Championne de Suède du contre-la-montre par équipes (avec Tove Wiklund et Lina Karlsson)
- 2013
  - 2e du championnat de Suède du contre-la-montre
- 2017
  -  Championne de Suède du contre-la-montre
- 2018
  -  Championne de Suède du contre-la-montre
  - 2e du championnat de Suède sur route
- 2019
  -  Championne de Suède sur route
  -  Championne de Suède du contre-la-montre
- 2020
  -  Championne de Suède du contre-la-montre
- 2024
  -  Championne de Suède du contre-la-montre